# USS West Virginia (BB-48)
Pour les autres navires du même nom, voir USS West Virginia.
L'USS West Virginia (BB-48), était un cuirassé de la marine américaine de la classe Colorado, le second appelé par le nom du 35e État de l'Union. Il fut construit par les chantiers de chantiers de Newport News (Virginie) à partir du 12 avril 1920. Il fut lancé le 17 novembre 1921 et armé le 1er décembre 1923 avec le capitaine Thomas J. Senn aux commandes. Pendant l'attaque de Pearl Harbor, le 7 décembre 1941, sept torpilles touchèrent  l'USS West Virginia, la dernière ayant pour conséquence de détacher le gouvernail.

## Attaque de Pearl Harbor

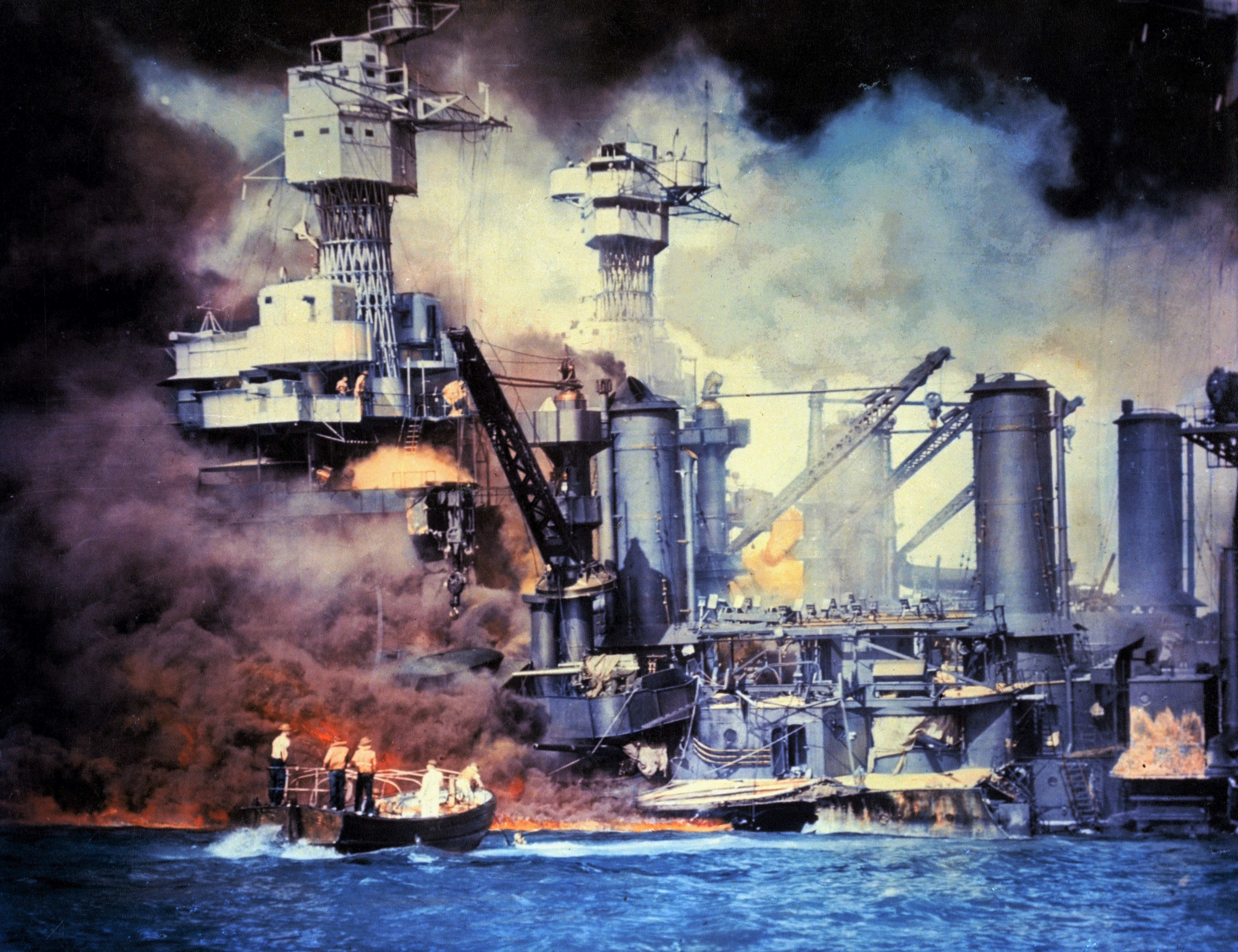
Incendie sur le West Virginia alors qu'il se trouve posé sur le fond de la rade.

Lors de l'attaque de Pearl Harbor, le West Virginia fait partie des cuirassés à quai. Il est à couple avec l'USS Tennessee dans l'Allée des cuirassés. Le cuirassé West Virginia est sûrement le premier en alerte. En effet, à 7 h 55, l'enseigne Brooks qui est de quart remarque l'explosion d'une des premières bombes japonaises sur l'USS California. Il en conclut qu'il s'agit d'une explosion accidentelle et fait appeler les équipes de secours. Ainsi, une partie de l'équipage est en état d'alerte au moment où la première torpille explose côté bâbord. Très vite le captain Bennion, commandant du cuirassé, sonne l'alerte mais d'autres torpilles touchent le navire au centre à bâbord. Très vite des incendies apparaissent et le bâtiment prend de la gîte, ce qui rend inutilisable l'armement à bâbord. Cependant, du côté tribord, la réaction est très rapide et les pièces antiaériennes se mettent très vite à tirer. Malheureusement, à l'intérieur du cuirassé, les explosions des torpilles ont coupé l'électricité et les communications. Les hommes sont piégés. Le navire continue à prendre de la gîte mais, heureusement, la veille, le lieutenant Ricketts, chef de la sécurité, avait réuni ses subordonnées et ils s'étaient concertés pour savoir comment compenser la gîte à tribord ou à bâbord. Ils avaient conclu qu'il fallait remplir les ballasts du côté opposé à celui prenant de la gîte et qu'il fallait verrouiller les portes étanches.
Ainsi, dès l'apparition de la gîte à bâbord consécutive à l'attaque, l'ordre est transmis au PC sécurité qui remplit les ballasts tribord, permettant de compenser la gîte alors qu'elle atteignait les 40 degrés, point de non retour. Le West Virginia ne chavire donc pas et se pose sur le fond de la rade, le pont se situant à moins d'un mètre au-dessus de l'eau. Cependant, le navire est loin d'être en bon état et le pont est couvert de débris. Des incendies ravagent l'intérieur et le commandant Bennion, touché à l'estomac par un débris venant du Tennessee, agonise. Son dernier ordre est celui d'évacuer le navire. Par chance, le navire n'est pas touché lors de la deuxième vague mais les incendies continuent, notamment à l'arrière où les flammes montent jusqu'au sommet des mâts. De leur côté, les canons de DCA tirent jusqu'à l'épuisement de leurs munitions. À la suite de l'attaque, le cuirassé continue de brûler et certains hommes sont piégés par les flammes, comme le lieutenant Ricketts qui pourra néanmoins être secouru. A terre, le capitaine Hillekoeter, commandant en second du navire, refuse de considérer le West Virginia comme perdu et les hommes d'équipage continuent à lutter contre le feu plusieurs heures avant d'être à nouveau évacués. Sur 1 541 hommes d'équipage, on compte 105 morts, dont le commandant, et 52 blessés. Comparativement à l'état du bateau, les pertes sont plutôt faibles grâce à une grande discipline. En tout, le cuirassé a reçu 7 torpilles dont une a touché le gouvernail.
Finalement, le cuirassé sera renfloué et remis en service en juillet 1944, 31 mois après l'attaque. Il participera notamment à la bataille du golfe de Leyte.

## Campagnes du Pacifique

### Bataille du golfe de Leyte

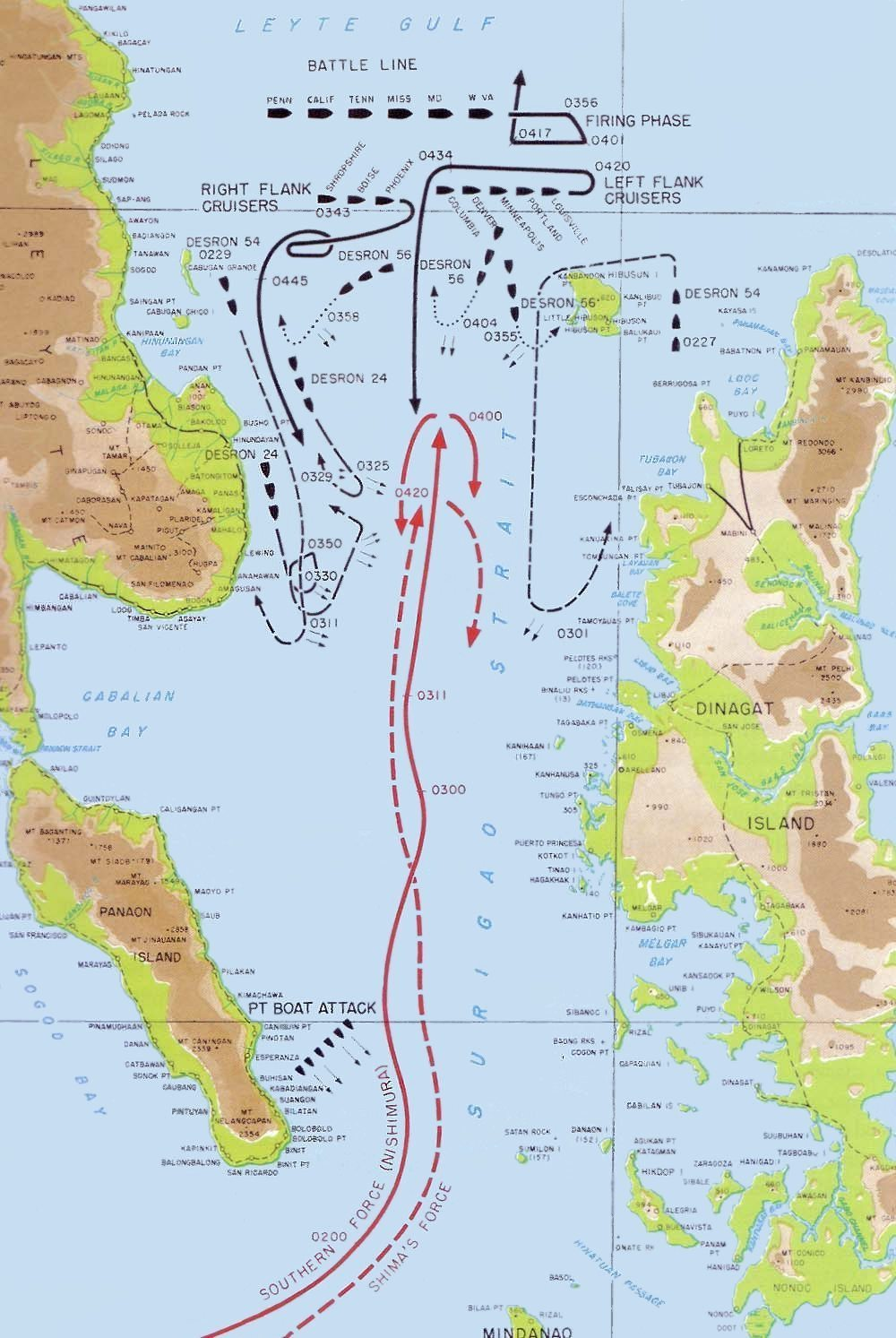
Carte de la bataille dans le détroit de Surigao.

À Leyte, en octobre 1944, le West Virginia appartient à la flotte cuirassée de l'amiral Oldendorf de la 7e flotte de Kinkaid. Cette flotte est chargée, avec la 3e flotte de l'amiral Halsey, de couvrir le débarquement. Le cuirassé participe donc à des bombardements sur la côte, à des ravitaillements et sert pour la couverture aérienne. Lors de l'opération Sho-Go, le West Virginia et les autres cuirassés veillent au sud où la flotte de l'amiral Nishimura, qui doit former la tenaille sud de l'assaut japonais, a été repérée. Dans la nuit du 24 au 25 octobre, le navire reçoit alors l'ordre de barrer le T. C'est la formation reine de la bataille au canon, celle que tout officier apprend à l'école de la Marine. Les Japonais, eux, s'engagent dans le détroit de Surigao. Les cuirassés américains, dont le West Virginia, se trouvent eux au large du cap Hingatugan. Après l'assaut des destroyers qui ont mis à mal l'escadre de Nishimura, le West Virginia est le premier à ouvrir le feu. Il vient d'être remis en service trois mois auparavant, après une remise à niveau, et notamment la dotation d'un radar qui lui permet de tirer la nuit. Le cuirassé tire sur sa cible située à 19 kilomètres et l'atteint dès la première salve. Avec les autres cuirassés, le West Virginia achève la flotte japonaise. À la fin de la bataille, le navire n'a quasiment plus de munitions et il reçoit l'ordre, avec les autres cuirassés, de se porter au secours des porte-avions d'escorte attaqués par l'amiral Kurita mais ce dernier se repliera avant leur arrivée.